# Тыгыде Морко
 Тыгыде Морко  — деревня в Моркинском районе Республики Марий Эл. Входит в состав Себеусадского сельского поселения.

## География
Находится в юго-восточной части республики Марий Эл на расстоянии приблизительно 6 км по прямой на запад от районного центра посёлка Морки.

## История
Основана в конце XVIII века выходцами из деревни Кутлино. В советское время работали колхозы «Кутко» и им. Карла Маркса. В 2004 году существовали 92 хозяйства.

## Население
Население составляло 326 человек (мари 100 %) в 2002 году, 309 в 2010.

## Известные уроженцы
Мухина Евстолия Григорьевна (1918—2003) — советский педагог. Учитель русского языка и литературы, завуч Моркинской средней школы Марийской АССР (1956—1965). Заслуженный учитель школы РСФСР (1964).